# Autoserica benguellana
Autoserica benguellana är en skalbaggsart som beskrevs av Moser 1918. Autoserica benguellana ingår i släktet Autoserica och familjen Melolonthidae. Inga underarter finns listade.